# Храм Геркулеса у Філадельфії
Храм Геркулеса у Філадельфії – комплекс споруд головного храму античного міста Філадельфія, яке розташовувалось на території сучасного Амману (столиця Йорданії). 

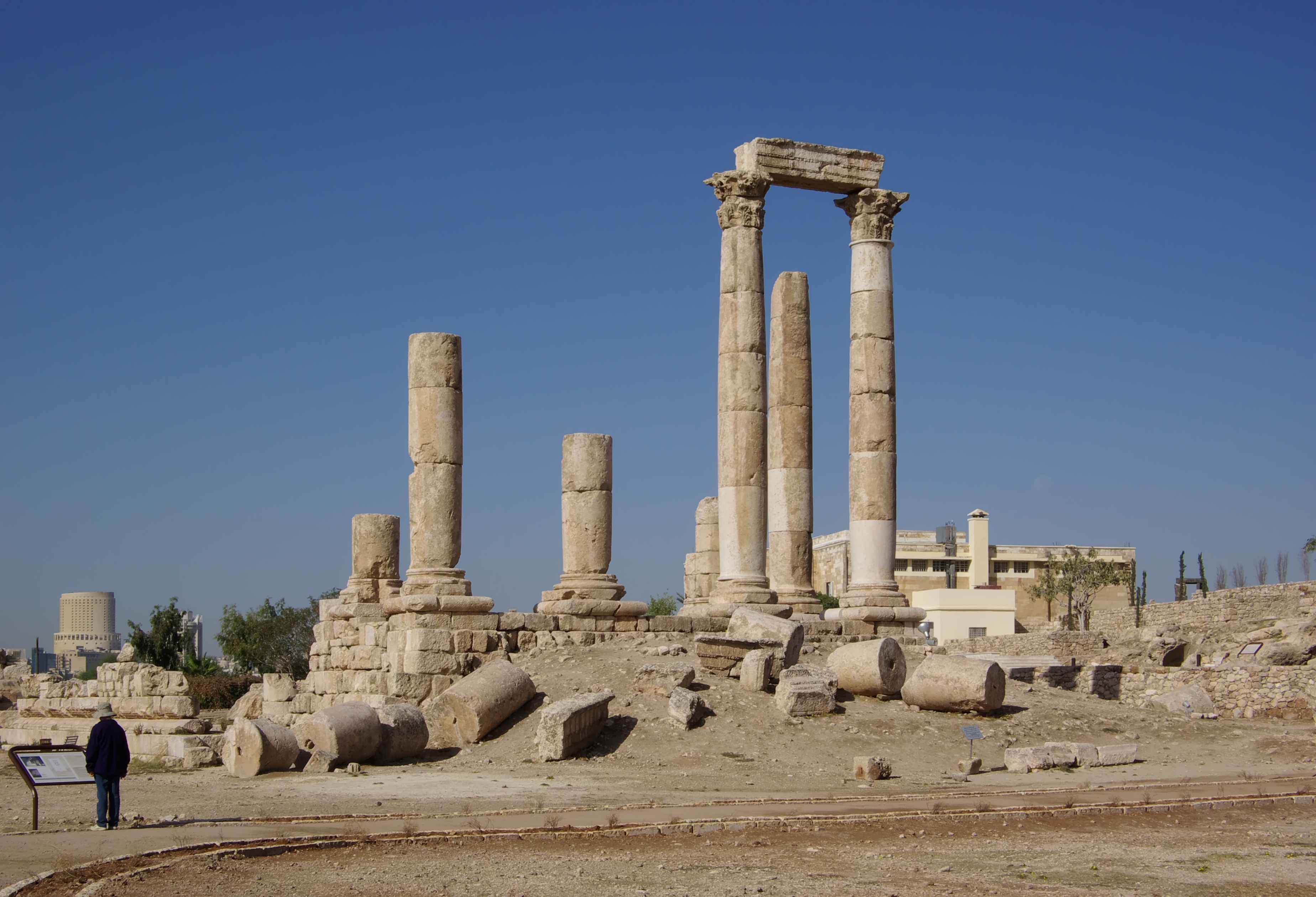
Сучасний фронтальний вигляд Храму Геркулеса

Геркулес, якого на сході ототожнювали з фінікійським Мелькартом, є одним із цілого ряду богів та богинь, зображених на карбованих Філадельфією монетах. Втім, з урахуванням масштабів присвяченого йому комплексу (також відомого як Великий храм Амману), вважається, що це був найбільш шанований серед філадельфійців бог.

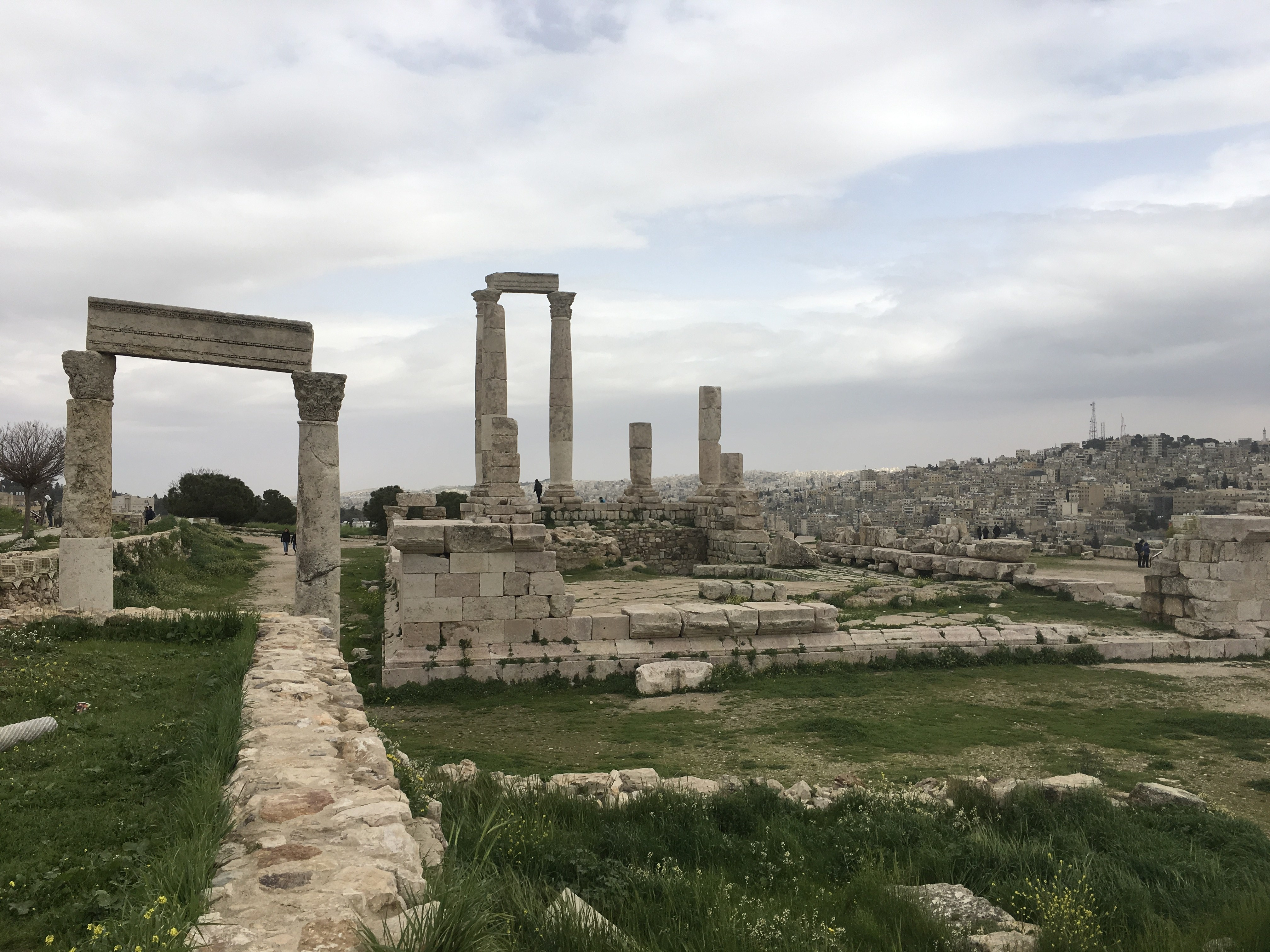
Вид теменосу та храму з тильної сторони. Ліворуч видно дві колони з коринфськими капітелями зі складу оточуючого теменос портику

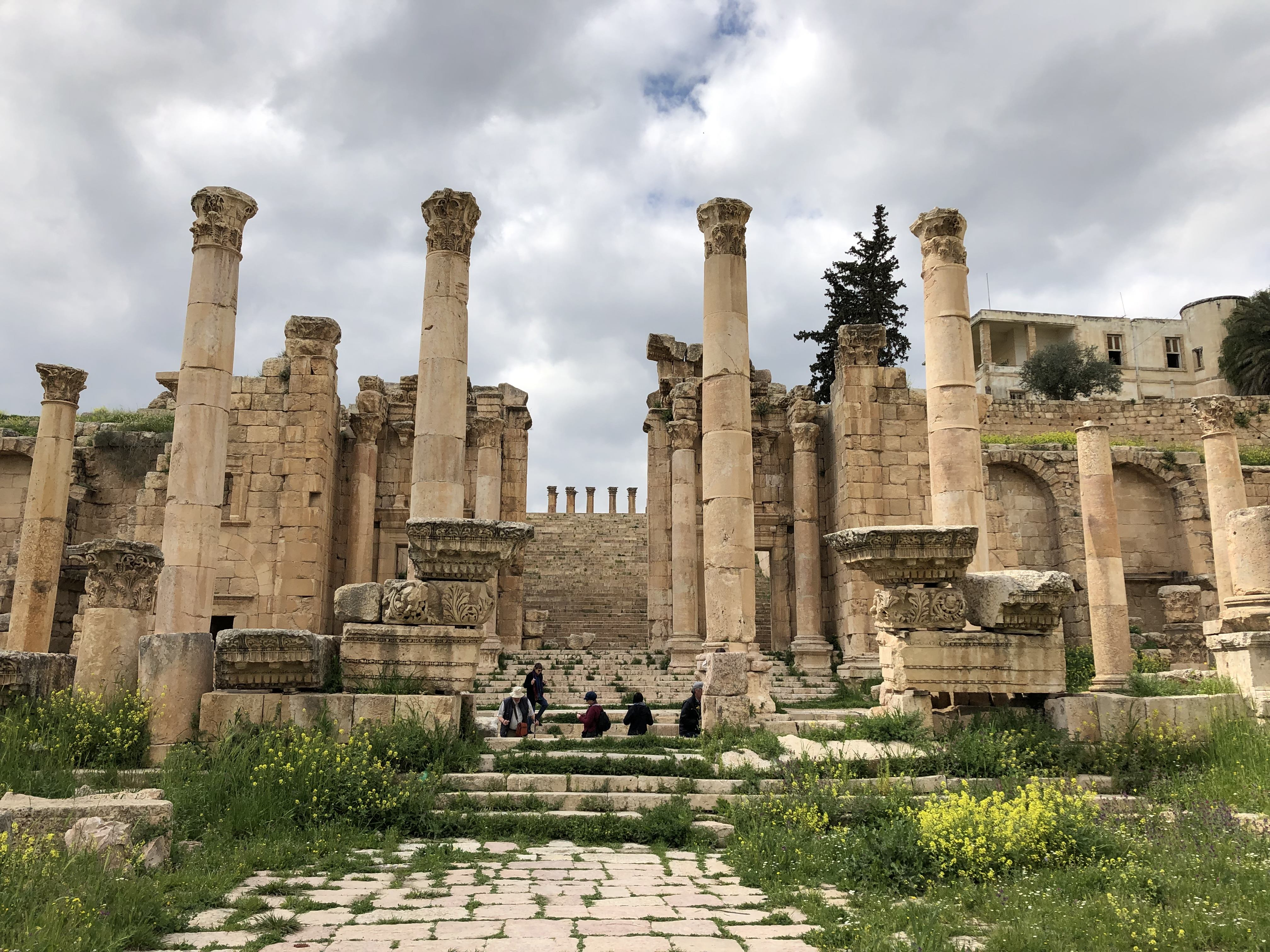
Примітка. Зображення наведене для прикладу та не належить до споруд Філадельфії. Пропілеї Храму Артеміди у Герасі, композиція яких може надати уяву про вигляд пропілеїв святилища Геркулеса. Втім, герасенський портик мав лише чотири колони на фасаді та два ряди колон у глибину (аналог першого та четвертого ряду філадельфійських пропілеїв)

Головний вхід до святилища розташовувався на північній стороні декуманусу – обрамленої колонадами вулиці, що тягнулась по долині Ваді-Амман (наразі  забрана в колектор під сучасною вулицею Аль-Хашемі). В одному місці на ній звели пропілеї (парадний вхід), виконані у вигляді портику з шістьома колонами на фасаді, згрупованими по три обабіч більш широкого центрального проходу. У глибину портик нараховував чотири ряди колон, при цьому у другому їх було вже чотири (за рахунок "випадіння" центральних колон у кожній із «трійок»), у третьому – лише дві між антами (паралельними проходу бічними ділянками стін), а в четвертому чотири попід поперечною стіною з трьома проходами. Залишки цих величних пропілеїв були зафіксовані ще мандрівниками 19 століття, проте наразі вони втрачені повністю під час зростання сучасного міста Амман.

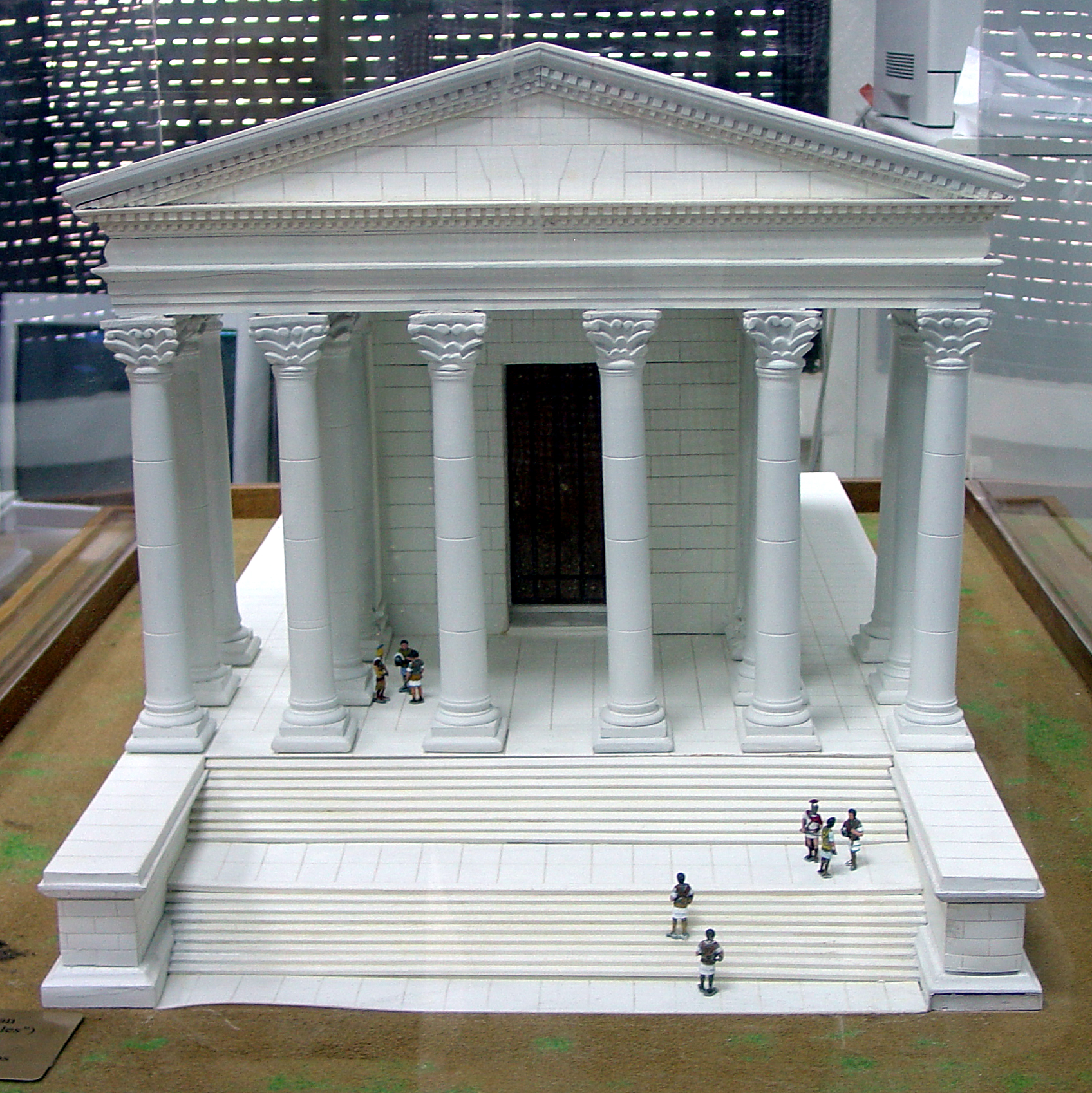
Реконструкція ймовірного вигляду Храму Геркулеса. Звертає на себе увагу незавершений характер перистильного портику по периметру споруди

Від парадного входу по схилу пагорбу, який наразі носить назву Джабаль-Кала (Замкова гора), прямували сходи, котрі вели до розташованої у цитаделі основної частини комплексу. Остання мала розміщений на верхній терасі цитаделі обширний майданчик (теменос), по периметру якого тягнувся портик з колонами коринфського ордеру. У центрі теменоса знаходився сам храм, орієнтований за грецькою традицією на схід.
Доступ на подіум храму був лише з фасадної сторони, що відповідає римській архітектурній традиції. В той же час, центральне приміщення є меншим від подіуму та повинне було бути оточене перистильною колонадою з усіх боків, як то робили у Греції. Втім, храм так і не добудували в повному обсязі, так що його колонада обмежувалась подвійним портиком на фасаді. У першому ряду розташовувалось шість колонн (гексастильний храм), тоді як наступний мав лише чотири за рахунок вилучення двох центральних.

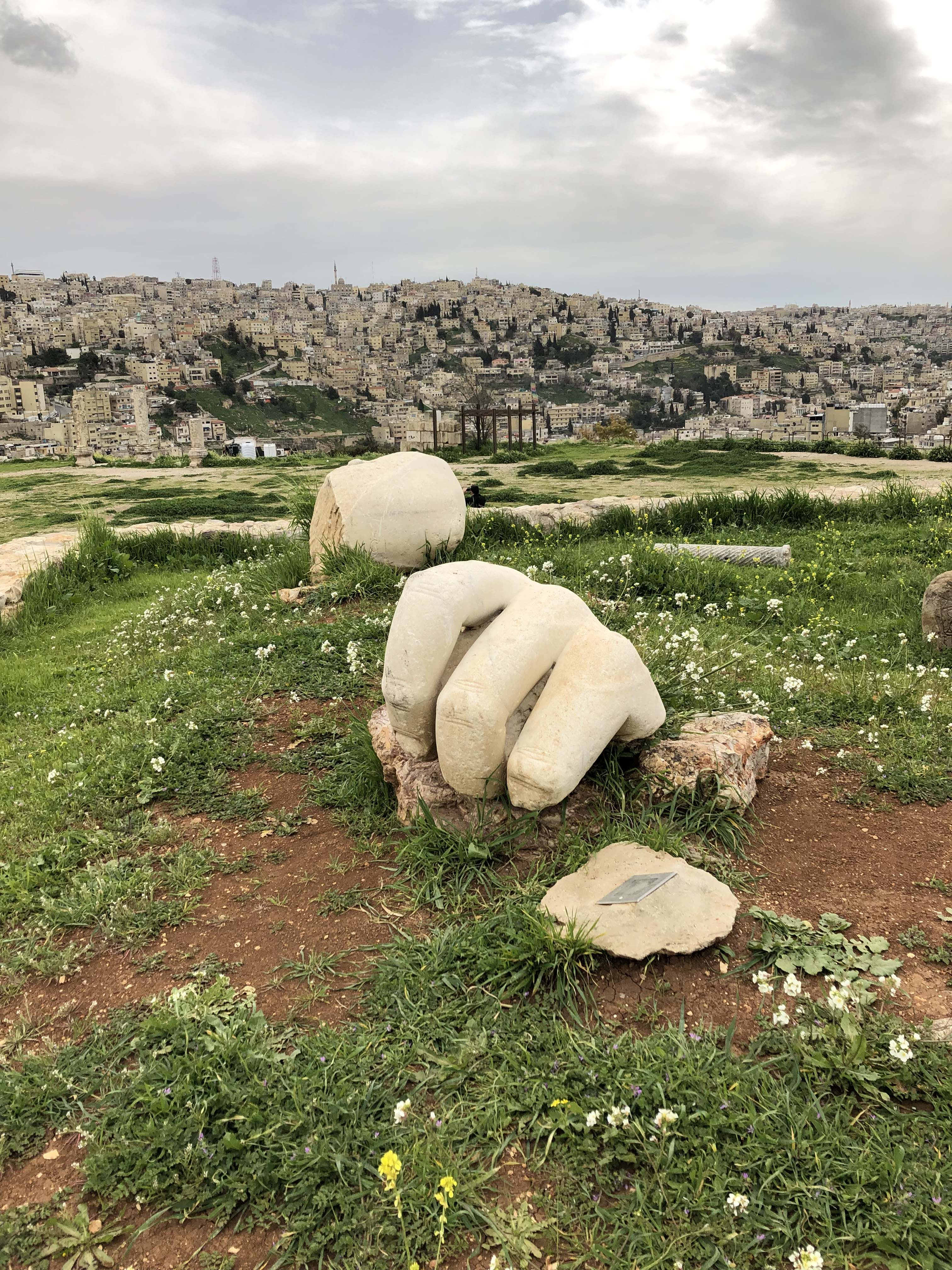
Залишки гігантської статуї Геркулеса

Розміри подіуму становлять 23х47 метрів, тоді як висота колон (включаючи базу) сягала 13,5 метра. Відповідною до таких масштабів була і головна статуя храму, висота якої мала налічувати 13 метрів. Останнє виводять із розмірів невеликого збереженого фрагменту – кількох пальців.
З настанням епохи єдинобожжя язичницький храмовий комплекс почали розбирати. Зокрема, певна кількість коринфських капітелей з оточуючих теменос колоннад опинилась у розташованій неподалік візантіській базилиці 6 століття. Великий об’єм матеріалу використали під час перебудови фортечних споруд. У підсумку ж катастрофічний землетрус 749 року призвів до руйнації головного портику (наразі поряд з подіумом можна побачити наслідок цього – послідовний ряд циліндрів, які належали одній із колон). 
У наш час археологи змогли повторно зібрати деякі колони храму. Велику допомогу під час відновлювальних робіт надало те, що циліндричні елементи колонн були промарковані стародавніми будівничими (єдиний випадок серед споруд амманської цитаделі).
Завдяки знайденому присвячувальному напису спорудження комплексу можливо точно датувати періодом, коли провінцією Аравія керував Публій Юлій Емлій Марціан (161-166 роки н.е).